# Alfred Migrenne
Alfred Migrenne (Bruyères-et-Montbérault, 5 februari 1847 - Guise, 10 maart 1937) was een Frans dichter en schrijver.

## Levensloop
Migrenne publiceerde zijn eerste gedicht in 1870. Hij werkte vanaf 1878 als journalist. Hij verhuisde naar Guise waar hij als journalist schreef voor de krant Le Devoir van Jean-Baptiste André Godin. Hij werkte later als bibliothecaris en ten slotte als archivaris.

## Werk

### Gedichtenbundels
- La Première Gerbe (1870)
- Moissons dorées (1890, met voorwoord van Arsène Houssaye)
- Le Conquérant (1932)
- Les Roses noires (1936)

### Ander werk
- Histoire populaire de la ville de Guise (1907)
- André Godin, sa vie, son oeuvre, 1817-1888 (1908)
- Éphémérides du pays de Guise (1912)
- En bordure de Laon : excursion humoristique, instructive et pittoresque à travers le canton de Laon, remède contre le spleen s'il en est (1927)